# Dipsacaster sladeni
Dipsacaster sladeni är en sjöstjärneart som beskrevs av Alcock 1893. Dipsacaster sladeni ingår i släktet Dipsacaster och familjen kamsjöstjärnor.

## Underarter
Arten delas in i följande underarter:
- D. s. capensis
- D. s. sladeni